# Can Térmens
Can Térmens és una masia del municipi de Begues (Baix Llobregat). És una obra inclosa en l'Inventari del Patrimoni Arquitectònic de Catalunya.

## Descripció
Edifici aïllat, de planta basilical. Consta de planta baixa, pis i golfes. La teulada és a dues vessants de teula àrab. La façana principal (l'única que no ha sofert modificacions) és de composició simètrica a partir de les obertures de la planta baixa. Hi ha restes d'esgrafiats. Cal remarcar el rellotge de sol.
A oest hi ha afegit un cos rectangular amb galeria porxada, intercalació d'obertures cegues, escales d'accés i barana de dibuix geomètric (d'igual dimensió i forma que l'original).

## Història
Per les primeres referències històriques de Can Termens, se sap que aquests terrenys i la primera masia (construïdes a uns metres de l'actual i al peu de la muntanya) van pertànyer al Senyoriu d'Arampuries.
L'edifici actual fou construït a partir de finals del segle xviii. Posteriorment ha tingut ampliacions. Actualment es troba en estat ruïnós.